# Dundee United Football Club 2022-2023
Questa voce raccoglie le informazioni riguardanti il Dundee United Football Club nelle competizioni ufficiali della stagione 2022-2023.

## Stagione
- In Scottish Premiership il Dundee United si classifica al 12º posto (31 punti), dietro al Ross County, retrocedendo così in Scottish Championship.
- In Scottish Cup viene eliminato al quinto turno dal Kilmarnock (0-1).
- In Scottish League Cup viene eliminato ai quarti di finale dal Kilmarnock (1-2).
- In Conference League viene eliminato al terzo turno preliminare dagli olandesi dell'AZ Alkmaar (1-2).

## Maglie e sponsor
Il fornitore tecnico per la stagione 2022-2023 è Macron, mentre lo sponsor ufficiale è QuinnBet.
| Casa | Trasferta | Terza divisa |

## Rosa
| N. |                        | Ruolo | Calciatore      |
| -- | ---------------------- | ----- | --------------- |
| 1  | Australia (bandiera)   | P     | Mark Birighitti |
| 2  | Scozia (bandiera)      | D     | Liam Smith      |
| 3  | Scozia (bandiera)      | D     | Scott McMann    |
| 4  | Scozia (bandiera)      | D     | Charlie Mulgrew |
| 6  | Scozia (bandiera)      | C     | Ross Graham     |
| 7  | Finlandia (bandiera)   | C     | Ilmari Niskanen |
| 8  | Scozia (bandiera)      | C     | Peter Pawlett   |
| 9  | Scozia (bandiera)      | A     | Steven Fletcher |
| 10 | Camerun (bandiera)     | C     | Arnaud Djoum    |
| 12 | Inghilterra (bandiera) | D     | Ryan Edwards    |
| 14 | Scozia (bandiera)      | C     | Craig Sibbald   |
| 15 | Scozia (bandiera)      | C     | Glenn Middleton |
| 16 | Australia (bandiera)   | D     | Aziz Behich     |

| N. |                           | Ruolo | Calciatore         |
| -- | ------------------------- | ----- | ------------------ |
| 17 | Scozia (bandiera)         | C     | Archie Meekison    |
| 18 | Irlanda (bandiera)        | C     | Jamie McGrath      |
| 19 | Galles (bandiera)         | C     | Dylan Levitt       |
| 20 | Uganda (bandiera)         | A     | Sadat Anaku        |
| 22 | Scozia (bandiera)         | D     | Kieran Freeman     |
| 23 | Stati Uniti (bandiera)    | C     | Ian Harkes         |
| 25 | Scozia (bandiera)         | A     | Kai Fotheringham   |
| 27 | Rep. del Congo (bandiera) | D     | Loick Ayina        |
| 28 | Ghana (bandiera)          | C     | Mathew Anim Cudjoe |
| 31 | Scozia (bandiera)         | P     | Jack Newman        |
| 39 | Scozia (bandiera)         | C     | Miller Thomson     |
| 43 | Scozia (bandiera)         | C     | Craig Moore        |
| 44 | Scozia (bandiera)         | A     | Rory MacLeod       |